# كونسيويلو فرانك
كونسيويلو فرانك (بالإسبانية: Consuelo Frank)‏ هي ممثلة مكسيكية، ولدت في 25 أبريل 1912 في Arteaga Municipality, Michoacán ‏ في المكسيك، وتوفيت في 31 مارس 1991 في مدينة مكسيكو في المكسيك.

## وصلات خارجية
- كونسيويلو فرانك على موقع IMDb (الإنجليزية)
- كونسيويلو فرانك على موقع ألو سيني (الفرنسية)
- كونسيويلو فرانك على موقع أول موفي (الإنجليزية)
- كونسيويلو فرانك على موقع قاعدة بيانات الفيلم (الإنجليزية)
- كونسيويلو فرانك على موقع كينوبويسك (الروسية)